# Nesticella buicongchieni
Nesticella buicongchieni là một loài nhện trong họ Nesticidae.
Loài này thuộc chi Nesticella. Nesticella buicongchieni được Pekka T. Lehtinen & Michael Ilmari Saaristo miêu tả năm 1980.